# Plakothira
Plakothira é um género botânico pertencente à família Loasaceae.